# Simone Mazzer
Simone Mazzer (Londrina, 1968) é uma atriz e cantora brasileira.

## Biografia
Formou-se em Educação Física pela Universidade Estadual de Londrina e iniciou sua carreira musical em 1989, com a banda Chaminé Batom, chegando a fazer quase 150 shows por ano e com dois álbuns lançados. Em 1997, passou uma temporada em São Paulo, onde integrou o grupo musical As Madamas, ao lado de Edna Aguiar e Yvete Mattos, sob a direção de Milton de Biasi. Fez participação ao vivo no disco Pet Shop Mundo Cão, de Zeca Baleiro, e lançou CD e DVD de seu show solo Ao Vivo.
Em 1994, passou atuar também como atriz na Armazém Companhia de Teatro, na montagem de A Tempestade, de William Shakespeare. Em 2002, foi indicada ao Prêmio Shell de Melhor Atriz por seu trabalho em Pessoas Invisíveis, porém perdeu para Cleyde Yáconis. Em 2009, foi indicada ao Prêmio da Associação de Produtores de Teatro (APTR) como Melhor Atriz Coadjuvante em Inveja dos Anjos.
Na Armazém Companhia de Teatro, atuou nos espetáculos: Sob o Solem meu Leito Após a Água, Esperando Godot, Da Arte de Subir em Telhados, Alice Através do Espelho e A Caminho de Casa. Em 2011, foi convidada pelo diretor francês Jean-Paul Delore, da companhia Lezard Dramatique, para protagonizar o espetáculo Ilda e Nicole, apresentado no Rio de Janeiro e em Paris.
Em 2013 integrou o elenco do filme Mato Sem Cachorro dirigido por Pedro Amorim, interpretando a personagem Rita. No mesmo ano esteve no longa da biografia de Nise da Silveira chamado Nise da Silveira - Senhora das Imagens, interpretando a personagem "Adelina Gomes", a estréia do filme está prevista para 2014. Também em 2013, gravou seu primeiro álbum solo oficial, lançado pela DUBAS/PIMB em 2014.
No dia 24 de março de 2015, a cantora lançou seu primeiro álbum de estúdio Férias em Videotape, pelo selo Pimba em parceria com a Cajá Arquitetura Cultural, patrocinada pelo Programa Petrobras Cultural, no Teatro Rival Petrobras.
Em 2020, participou da 9ª temporada do talent show The Voice Brasil. Na fase das "Audições ás Cegas", cantou a música "Vaca Profana" e entrou no time de Carlinhos Brown. Foi eliminada no 12º episódio, durante a fase das Rodadas de Fogo.

## Carreira

### Televisão
| Ano     | Título                | Papel          | Notas                                                      | Emissora     | Ref                  |
| ------- | --------------------- | -------------- | ---------------------------------------------------------- | ------------ | -------------------- |
| 2009    | Quase Anônimos        | (Indisponível) | Participação Especial (Episódio: Toda Nudez Será Premiada) | Multishow    | [ 11 ]               |
| 2010    | Campeões de Audiência | (Indisponível) | Participação Especial (Episódio: A Novela Vermelha)        | Canal Brasil | [ 11 ] [ 12 ]        |
| 2012    | Louco por Elas        | (Indisponível) |                                                            | Rede Globo   |                      |
| 2012    | Programa do Jô        | Ela Mesma      | Participação Especial                                      | Rede Globo   | [ 5 ]                |
| 2013    | Som Brasil            | Ela Mesma      | Participação Especial (Episódio: Rainhas do Rádio)         | Rede Globo   | [ 13 ] [ 14 ] [ 15 ] |
| 2016-20 | Me Chama de Bruna     | Samira         | coadjuvante                                                | FOX          |                      |
| 2017    | A Lei do Amor         | Zélia          | participação                                               | Rede Globo   |                      |
| 2020    | The Voice Brasil      | Ela mesma      | participante                                               | Rede Globo   |                      |
| 2025    | Garota do Momento     | Madame Isolda  | Episódios: "16–19 de maio"                                 | Rede Globo   |                      |
| 2026    | Dona Beja             | Dorotéia       |                                                            | Max          |                      |

### Cinema
| Ano  | Título                                   | Papel         | Notas                 | Ref           |
| ---- | ---------------------------------------- | ------------- | --------------------- | ------------- |
| 2012 | Sudoeste                                 | Figuração     | Participação Especial | [ 16 ] [ 17 ] |
| 2013 | Mato sem Cachorro                        | Rita          | Coadjuvante           | [ 18 ]        |
| 2014 | Nise da Silveira - A Senhora das Imagens | Adelina Gomes | (Indisponível)        | [ 19 ]        |
| 2014 | Entre Abelhas                            | Samara        | -                     |               |
| 2015 | Nise: O Coração da Loucura               | Adelina Gomes | Coadjuvante           |               |
| 2022 | Pluft, o Fantasminha                     | Maria Merluza | Participação especial |               |
| 2023 | Regra 34                                 | D. Ivone      | Coadjuvante           |               |

### Teatro
| Ano  | Título                           | Papel                                                | Ref                  |
| ---- | -------------------------------- | ---------------------------------------------------- | -------------------- |
| 1994 | A Tempestade                     | (Indisponível)                                       | [ 20 ]               |
| 1995 | Édipo                            | Corifeu                                              | [ 21 ]               |
| 1997 | Sob Sol em Meu Leito Após a Água | A Cega                                               | [ 22 ]               |
| 1998 | Esperando Godot                  | Vladimir                                             | [ 23 ] [ 24 ]        |
| 1999 | Alice Através do Espelho         | Rainha de Copas                                      | [ 25 ] [ 26 ] [ 27 ] |
| 2001 | Da Arte de Subir em Telhados     | Trap                                                 | [ 28 ]               |
| 2002 | Pessoas Invisíveis               | Zelador/Cantora de Rua/Emma/Sra. Schnobble/Sem Nome. | [ 29 ] [ 30 ]        |
| 2003 | Casca de Noz                     | Srta Fink, Cientista 1, G'Dwnn                       | [ 31 ]               |
| 2004 | A Caminho de Casa                | Parte 1: A Manicure / Parte 2: Moisés                | [ 32 ]               |
| 2005 | Toda Nudez Será Castigada        | Uma das Tias.                                        | [ 33 ] [ 34 ] [ 30 ] |
| 2007 | Mãe Coragem e Seus Filhos        | Prostituta Yvete / Mãe Coragem                       | [ 35 ]               |
| 2008 | Inveja dos Anjos                 | Luiza                                                | [ 36 ]               |
| 2008 | Mãe Coragem e Seus Filhos        | Yvete (Prostituta) / Mãe Coragem                     | [ 37 ]               |
| 2010 | Antes                            | (Indisponível)                                       | [ 38 ]               |
| 2011 | Ilda e Nicole                    | Nicole (Protagonista)                                | [ 39 ] [ 40 ]        |
| 2011 | Antes da Coisa Toda Começar      | Léa                                                  | [ 41 ] [ 42 ] [ 43 ] |
|      | Sens Doute                       | atriz cantora                                        |                      |
| 2013 | Tropicália é Preciso!            | Ela Mesma (Participação Especial)                    | [ 44 ]               |
| 2015 | Mas Por Quê? A História de Elvis | Lili (a amiga imaginária)                            |                      |

### Música
| Ano  | Detalhes do Álbum | Singles                                                               | Vendas & Certificações                 |
| ---- | --- | --------------------------------------------------------------------- | -------------------------------------- |
| 2015 | Férias em Videotape - Lançamento: 24 de março de 2015 - Gravadora(s): Pimba - Formato(s): CD, Streaming, download digital | 1. "Tango do Mal" 2. "Estrela Blue" 3. "Dei Um Beijo Na Boca Do Medo" | - Ainda não há informações disponíveis |

### Prêmios
| Ano  | Prêmio                                              | Categoria                | Trabalho indicado           | Resultado | Ref                 |
| ---- | --------------------------------------------------- | ------------------------ | --------------------------- | --------- | ------------------- |
| 2002 | Prêmio Shell                                        | Melhor Atriz             | Pessoas Invisíveis          | Indicada  | [ 46 ]              |
| 2009 | Prêmio da Associação de Produtores de Teatro (APTR) | Melhor Atriz Coadjuvante | Inveja dos Anjos            | Indicada  | [ 47 ] [ 46 ] [ 3 ] |
| 2015 | Festival de Cinema do Rio                           | Melhor Atriz Coadjuvante | Nise - o Coração da Loucura | Indicada  |                     |
| 2016 | Prêmio Zilka Salaberry                              | Melhor Atriz             | Mas Por Quê?                | Indicada  |                     |
| 2016 | 27º Prêmio da Música Brasileira                     | Revelação                | Férias em Videotape         | Venceu    |                     |